# Association for Free Software
Association for Free Software（アソーシエイション・フォー・フリー・ソフトウェア or AFFS）は、イギリスの自由ソフトウェア（しばしばオープンソースソフトウェアと呼ばれる）の促進団体。Free Software Foundation Europe（FSFE）と提携している。

## 歴史
2002年にAFFSは、FSF Europeと提携することを発表された。